# Games Without Frontiers
Games Without Frontiers ist ein Lied des englischen Singer-Songwriters und Rockmusikers Peter Gabriel. 

## Veröffentlichung
Das Lied wurde am 25. Januar 1980 als Single und am 30. Mai 1980 auf seinem dritten regulären Solo-Studioalbum mit dem Namen Peter Gabriel veröffentlicht, auf dem Kate Bush als Begleitsängerin mitwirkte.
Games Without Frontiers wurde wiederholt live gespielt, zuletzt in den Jahren 2003 und 2004. Das Lied wurde auch am 23. November 2003 bei einem exclusiven Konzert für Mitglieder von Peter Gabriels Full Moon Club in dem Big Room, dem größten Aufnahmeraum der Real World Studios live gespielt. Das Konzert wurde beginnend mit dem 24. April 2024 auf Gabriels Bandcamp-Kanal für die Abonnenten stückweise veröffentlicht. Am 27. Juni 2025 erschien diese Aufnahme des Songs mit dem Livealbum In the Big Room allgemein zum Download und Streaming. 2004 wurde der Song auf der Still Growing Up Tour live gespielt und am 31. Oktober 2005 in dem Konzertfilm Still Growing Up: Live & Unwrapped veröffentlicht.

## Hintergrund
Gabriels erste beiden Solo-Studioalben wurden in den USA von Atlantic Records vertrieben, aber sein drittes Studioalbum (das diesen Titel enthielt) wurde mit der Begründung abgelehnt, Gabriel begehe „kommerziellen Selbstmord“. Atlantic ließ ihn fallen, versuchte aber, das Album zurückzukaufen, als Games Without Frontiers in Großbritannien Erfolg hatte und auch in den USA im Radio gespielt wurde. Zu diesem Zeitpunkt wollte Gabriel nichts mehr mit Atlantic zu tun haben und überließ Mercury Records den Vertrieb des Albums in Amerika.
Ein Auftritt von Gabriel im Jahr 1991 in den Niederlanden wurde im Rahmen des Konzerts The Simple Truth für kurdische Flüchtlinge über Satellit in das Wembley-Stadion in England übertragen.

## Inhalt und Bedeutung
Der Titel des Liedes bezieht sich auf Spiel ohne Grenzen, eine von 1965 bis 1999 laufende Fernsehsendung, die in mehreren europäischen Ländern ausgestrahlt wurde. Teams, die eine Stadt in einem der teilnehmenden Länder vertraten, traten in Geschicklichkeitsspielen gegeneinander an, wobei sie oft bizarre Kostüme trugen. Bei einigen Spielen handelte es sich um einfache Rennen, bei anderen konnte ein Team ein anderes behindern. Die britische Version trug den Titel It's a Knockout – eine Formulierung, die Peter Gabriel auch im Text des Liedes erwähnt.
Der Text des Liedes wird als Kommentar zu Krieg und internationaler Diplomatie interpretiert, die wie Kinderspiele sind.
Der Text „Adolf builds a bonfire/Enrico plays with it“ (=„Adolf baut ein Lagerfeuer/Enrico spielt damit“) erinnert an Zeilen aus Evelyn Waughs Tagebuch zum V-J Day „Randolph built a bonfire and Auberon fell into it“ (=„Randolph baute ein Lagerfeuer und Auberon fiel hinein.“).
Peter Gabriel sagte zur Entstehung des Lieds:

„Es schien mehrere Ebenen zu haben. Ich fing einfach an, auf eine etwas unbeschwerte Art und Weise zu spielen - 'Hans und Lottie ...' -, so dass es oberflächlich betrachtet einfach nach Kindern aussah. Die Namen selbst sind bedeutungslos, aber sie sind mit bestimmten Assoziationen verbunden. Es ist also fast wie ein kleines Kinderspielzimmer. Dahinter verbirgt sich das Fernsehprogramm [und die] Art von Nationalismus, Territorialismus und Konkurrenzdenken, die hinter dieser Ansammlung fröhlicher Menschen steckt.“

## Spiel ohne Grenzen
Von diesem Lied wurde, wie von allen anderen Liedern des Albums Peter Gabriel (Melt) eine deutschsprachige Version unter dem Titel Spiel ohne Grenzen kreiert, die am 4. Februar 1980 als Single und am 2. Juni 1980 auf dem Album Ein deutsches Album in Westdeutschland erschien. Gabriel singt darauf selbst den von Horst Königstein auf Deutsch übersetzten Text. Peter Gabriel arbeitete sorgfältig mit Horst Königstein zusammen, um sicherzustellen, dass der deutschsprachige Text mehr ist als eine einfache Übersetzung des englischsprachigen Originals. Die Sprache vermittelt nicht nur die Bedeutung und die beabsichtigte Bildsprache des ursprünglichen Songs, sondern ermöglicht es den Worten auch, zur Musikalität des Liedes beizutragen.

## Musik
Musikalisch beginnt Games Without Frontiers mit einer Mischung aus akustischer und elektronischer Perkussion, begleitet von einem Countoff. Bass-Synthesizer und eine kantige Slide-Gitarren-Figur setzen zu Kate Bushs Gesang ein und schaffen eine „düstere Klangumgebung“, wie AllMusic-Rezensent Steve Huey beschreibt. Nach dem letzten Refrain geht der Song in einen Perkussion-Breakdown über, der von Synthie- und Gitarren-Effekten unterbrochen wird.

## Radioversion
Die Albumversion enthält die Zeile „Whistling tunes we piss on the goons in the jungle“ (= „Melodien pfeifend, pissen wir auf die Trottel im Dschungel“) nach der zweiten Strophe und vor dem zweiten Refrain, die für die Single durch eine radiofreundlichere Wiederholung der Zeile „Whistling tunes we're kissing baboons in the jungle“ (= „Melodien pfeifend, küssen wir Paviane im Dschungel“) aus dem ersten Refrain ersetzt wurde. Diese Version war auch in den ersten Exemplaren der Kompilation Shaking the Tree von 1990 enthalten.

## Musikvideos
Das Musikvideo zu dem Song des britischen Regisseurs David Mallet enthält Ausschnitte aus dem Propagandafilm Olympia von Leni Riefenstahl über die Olympischen Sommerspiele 1936 in Berlin und Szenen aus dem Lehrfilm Duck and Cover (1951), in dem die animierte Schildkröte Bert the Turtle US-Schulkindern zeigt, wie sie sich bei Atombombenexplosionen bei einem Atomangriff zu verhalten haben. Diese verzweifelten Bilder verstärken das Antikriegsthema des Songs. Für den Song wurden zunächst zwei Versionen des Musikvideos erstellt, 2004 folgte eine dritte Version.
Bei den ursprünglichen zwei Versionen des Musikvideos handelt es sich um eine mit Aufnahmen von Kindern, die an einem Esstisch sitzen, und eine andere, in der diese Aufnahmen durch Archivmaterial aus den Filmen Duck and Cover, Human Grace, My Japan und Live and Let Live sowie Ausschnitte aus den Videokunstwerken Active Site, Spiral und Grid der israelischen Künstlerin Michal Rovner ersetzt wurden.
Die dritte Version des Musikvideos entstand 2004 unter der Regie von York Tillyer, als Gabriel selbst die Entscheidung traf, die zweite Version für die Veröffentlichung auf der DVD Play: The Videos, die 23 Musikvideos aus seiner Solokarriere zusammenfasste, zu verändern. Diese veränderte Version des Videos ist die einzige, die Gabriel heute als offiziell betrachtet, obwohl die ursprüngliche Fassung immer noch im Internet zu finden ist, die aus Fernsehsendungen der 80er und 90er Jahre stammt. Diese dritte Version umfasst auch zusätzliches Videomaterial von York Tillyer, Dan Blore, Marc Bessant und neben den Ausschnitten aus Duck and Cover auch welche aus My Japan, Human Grace und Live and Let Live aus der Pelinger-Archivbibliothek.

## Titelliste
- 7" (UK)

1. Games Without Frontiers – 3:58
2. Start – 1:21
3. I Don’t Remember – 3:25

## Mitwirkende

### Musiker
- Kate Bush – Begleitgesang
- Larry Fast – Synthesizer, Bass-Synthesizer
- Peter Gabriel – Hauptgesang, Synthesizer, Bass-Keyboard, Tin Whistles
- Steve Lillywhite – Tin Whistles
- Jerry Marotta – Schlagzeug, Perkussion
- Hugh Padgham – Tin Whistles
- David Rhodes – E-Gitarre

### Technisches Personal
- John Dent – Vinyl-Mastering
- Peter Gabriel – Songwriter
- Steve Lillywhite – Produktion
- Hugh Padgham – Toningenieur

## Rezeption

### Rezensionen
Das Musikmagazin Record World schrieb: „Ein kreativer Mix aus Schlagzeug, Keyboard und Gesang und einzigartige Tempowechsel machen dieses Album ebenso attraktiv wie interessant.“

### Chartplatzierungen
Die Single wurde Gabriels erster Top-10-Hit im Vereinigten Königreich, der auf Platz 4 landete, und – zusammen mit Sledgehammer von 1986 – sein meistverkaufter Song im Vereinigten Königreich. In Kanada erreichte der Song Platz 7, in den Vereinigten Staaten jedoch nur Platz 48. Die B-Seite der Single bestand aus zwei Tracks, die zu einem einzigen zusammengefasst wurden: Start und I Don’t Remember.
| ChartsChartplatzierungen       | Höchstplatzierung | Wochen |
| ------------------------------ | ----------------- | ------ |
| Deutschland (GfK)              | 36 (11 Wo.)       | 11     |
| Vereinigtes Königreich (OCC)   | 4 (11 Wo.)        | 11     |
| Vereinigte Staaten (Billboard) | 48 (11 Wo.)       | 11     |

| ChartsJahrescharts (1980)    | Platzierung |
| ---------------------------- | ----------- |
| Vereinigtes Königreich (OCC) | 60          |

### Auszeichnungen für Musikverkäufe
| Land/Region                  | Auszeichnungen für Musikverkäufe (Land/Region, Auszeichnung, Verkäufe) | Verkäufe |
| ---------------------------- | ---------------------------------------------------------------------- | -------- |
| Vereinigtes Königreich (BPI) | Silber                                                                 | 250.000  |
| Insgesamt                    | 1× Silber ·                                                            | 250.000  |

Hauptartikel: Peter Gabriel/Auszeichnungen für Musikverkäufe

## Coverversionen
Von Games Without Frontiers erschienen unter anderem Coverversionen von James Last und Pop Will Eat Itself. Die Datenbank mit Coverversionen SecondHandSongs listete 2023 etwa 22 verschiedene englischsprachige und 2 deutschsprachige Versionen auf.
Peter Gabriel coverte auf dem 2010 erschienenen Studioalbum mit dem Namen Scratch My Back das Lied My Body is a Cage von Arcade Fire in einer orchestralen Fassung. Diese coverten auf dem im Jahr 2013 erschienenen Kompilations-Album des Folgeprojektes And I’ll Scratch Yours das Lied Games Without Frontiers von Peter Gabriel.